# Маседония (Сан-Паулу)
Маседония (порт. Macedônia) — муниципалитет в Бразилии, входит в штат Сан-Паулу. Составная часть мезорегиона Сан-Жозе-ду-Риу-Прету. Входит в экономико-статистический микрорегион Фернандополис. Население составляет 3617 человек на 2006 год. Занимает площадь 329,103 км². Плотность населения — 11,0 чел./км².
Праздник города — 27 октября.

## История
Город основан 27 октября 1946 года.

## Статистика
- Валовой внутренний продукт на 2003 составляет 40.905.618,00 реалов (данные: Бразильский институт географии и статистики).
- Валовой внутренний продукт на душу населения на 2003 составляет 11.106,60 реалов (данные: Бразильский институт географии и статистики).
- Индекс развития человеческого потенциала на 2000 составляет 0,757 (данные: Программа развития ООН).